# Nacaduba gythion
Nacaduba gythion är en fjärilsart som beskrevs av Hans Fruhstorfer 1916. Nacaduba gythion ingår i släktet Nacaduba och familjen juvelvingar. Inga underarter finns listade i Catalogue of Life.